# Sonia Blanco
Sonia Blanco Bernal (Madrid, 24 aprile 1973) è un'ex cestista spagnola.

## Carriera
Con la Spagna ha disputato i Giochi olimpici di Atene 2004.